# Tabernaemontana solanifolia
Tabernaemontana solanifolia är en oleanderväxtart som beskrevs av A.Dc.. Tabernaemontana solanifolia ingår i släktet Tabernaemontana och familjen oleanderväxter. Inga underarter finns listade i Catalogue of Life.